# 北愛丁堡和利斯 (英國國會選區)
北愛丁堡和利斯（英語：Edinburgh North and Leith），英國國會一自治市選區，位於蘇格蘭首府愛丁堡北部以及其外港利斯。選區創設於1997年。
本選區當區議員皆屬工黨或工黨-合作黨人士。2010年大選中工黨-合作黨的馬克·拉查洛韋奇以37.5%選票連任成功。